# Giovanni Maria Asara
Giovanni Maria Asara Sanna (in sardo Juànne Marìa Asàra; Pattada, 19 agosto 1823 – Pattada, 19 febbraio 1907) è stato un poeta italiano autore di componimenti poetici in lingua sarda.

## Biografia
Fin dalle sue prime composizioni si nascose sotto lo pseudonimo di Limbudu (Linguacciuto). È stato molto importante nello sviluppo della poesia sarda; scherzoso e realista allo stesso tempo era capace di descrivere in maniera nitida e precisa le debolezze della società, con caratteristici versi sarcastici. Enzo Espa e poi Angelo Carboni hanno raccolto le sue opere, tra cui si distinguono: Su barantinu (La quarantina), Su 'izadolzu 'e Canemalu (La veglia di Canebrutto).
Suo è la creazione e l'utilizzo dell'undighina, forma poetica di undici versi (settenari ed endecasillabi), poi molto usata in tutta la Sardegna.

## Opere
- Sa ritrattazione; Su puddu, Cagliari: Tip. ed. artigiana, 1912
- S' imbrogliu: cantone sarda, Sassari: Tip. G. Chiarella, 1914
- Cantones di Limbudu, a cura di Enzo Espa, Gallizzi ed., Sassari 1979
- Poema criticu de Limbudu-Limbori de Pattada e risposta de Limb'e fogu de Othieri, Cagliari : Tip. Graphical
- Annales : cronacas in versos de una 'idda in s'800; a cura di Angelo Carboni Capiali, Ozieri : Il torchietto, 2007